# 盧森堡區
盧森堡區是西歐國家盧森堡曾经的3個区之一，于2015年10月3日废除。盧森堡區是盧森堡首都卢森堡城的所在地。盧森堡區曾下辖4個縣。
1. 卡佩倫縣
  - 迪帕赫
  - 加尼希
  - 哈布施特
  - 凯尔任
  - 凯伦
  - 克里希
  - 科普斯塔尔
  - 马默
  - 施泰因福特
2. 阿尔泽特河畔埃施县
  - 贝唐堡
  - 迪弗当日
  - 迪德朗日
  - 阿尔泽特河畔埃施
  - 弗里桑日
  - 凯勒
  - 勒德朗日
  - 蒙代康日
  - 佩唐日
  - 梅斯河畔雷康日
  - 勒瑟
  - 吕姆朗日
  - 萨内姆
  - 希夫朗日
3. 盧森堡縣
  - 贝尔特朗日
  - 孔特恩
  - 埃斯珀朗日
  - 卢森堡
  - 下安文
  - 桑德韦勒
  - 许特朗日
  - 施泰因瑟尔
  - 施特拉森
  - 瓦尔弗当日
  - 魏勒拉图尔
4. 梅爾施縣
  - 比森
  - 科尔马-贝格
  - 菲施巴赫
  - 黑芬根
  - 黑尔珀克纳普
  - 拉罗谢特
  - 林特根
  - 洛伦茨韦勒
  - 梅尔施
  - 诺门

東與格雷文馬赫區、北與迪基希區、西與比利時的盧森堡省、南與法國的摩澤爾省接壤。

## 外部連結
- 盧森堡行政區劃情報 （页面存档备份，存于）